# Al-Qalam

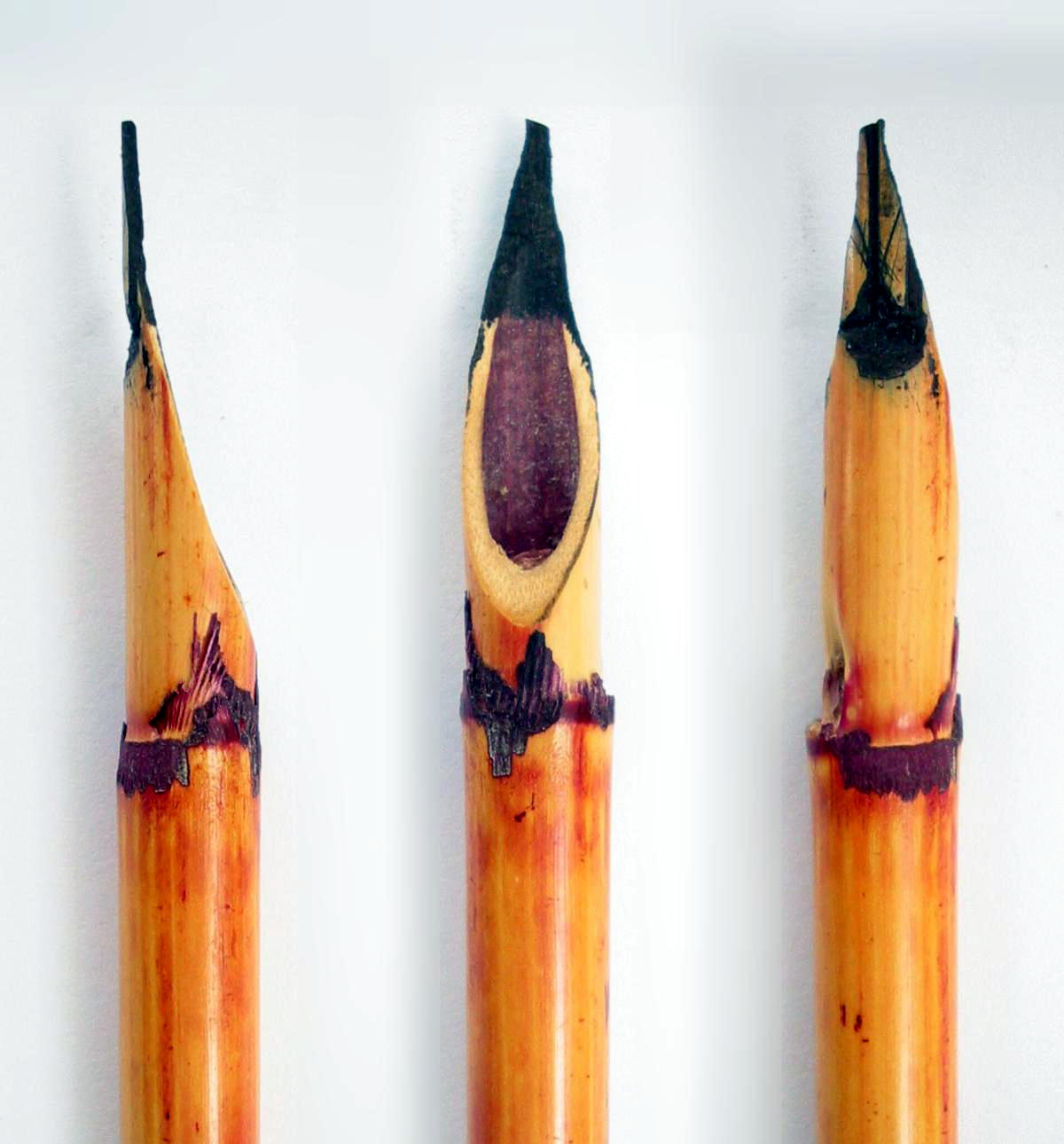
Qalam, som ursprungligen betecknade den typ av pennor av vass som används vid arabisk kalligrafi

Al-Qalam (arabiska: سورة القلم) ("Pennan") är den sextioåttonde suran i Koranen med 52 verser (ayah). Den skall ha uppenbarats för profeten Muhammed under dennes period i islams heliga stad Mekka.
Suran beskriver Allahs rättvisa och Yawm al-Qiyamah (Domedagen). Den förutspår också när det skall komma en tid då människor inte längre vill läsa Koranen, då de kommer att se den som en myt från forna tider. Suran betonar också att Muhammed inte är galen, även om många av hans fiender betraktade honom som sådan. 